# Artoria impedita
Artoria impedita là một loài nhện trong họ Lycosidae.
Loài này thuộc chi Artoria. Artoria impedita được Eugène Simon miêu tả năm 1909.